# 利安·漢崔克斯
利安·強森·漢崔克斯（英語：Liam Johnson Hendriks，1989年2月10日—），綽號「Slydah」，為澳洲籍的美國職棒大聯盟投手，目前效力於波士頓紅襪隊。他先前曾效力過雙城、藍鳥、皇家、運動家與白襪等球隊。

## 職業生涯

### 明尼蘇達雙城
2011年9月5日，漢崔克斯從3A被拉上大聯盟。他在隔天完成大聯盟初登板。該年他投出0勝2敗，不過他仍獲選為雙城隊的小聯盟最佳投手，而且他還獲邀參加未來之星明星賽。
2012年，漢崔克斯進入雙城的先發輪值內。9月19日，他拿下大聯盟首勝。2013年12月5日，因為球隊簽下菲爾·休斯，所以漢崔克斯被指定讓渡。

### 多倫多藍鳥
2013年12月13日，小熊隊將漢崔克斯從讓渡名單中選走。不過兩天後他又被釋出，接著被金鶯隊選走。2014年2月19日，金鶯隊為了空出位置給投手烏瓦爾多·希門尼斯，於是將漢崔克斯釋出。2天後，他被藍鳥隊選走。3月10日，他被下放到3A。他在3A投出5勝0敗，防禦率1.46的成績，並在5月24日重返大聯盟。他在藍鳥隊的初登板便先發面對運動家，他主投5.2局失1分奪勝。不過這年他不斷在3A與大聯盟之間徘徊。這年他僅出賽3場。

### 堪薩斯市皇家
2014年7月28日，藍鳥隊將漢崔克斯與Erik Kratz交易至皇家隊，換來Danny Valencia。8月27日，他被叫上大聯盟。10月24日，因為Moises Sierra的回歸，漢崔克斯遭到指定讓渡。

### 重返多倫多
2014年10月30日，漢崔克斯被交易回藍鳥隊，換來Santiago Nessy。2015年，他出賽的場次來到生涯新高的58場。他拿下5勝0敗，防禦率2.92的成績。2015年美國聯盟冠軍賽第四場，藍鳥隊的先發投手R·A·迪奇僅先發1.2局就狂失5分退場。漢崔克斯上場中繼4.1局無失分，而他僅面對12名打者卻製造了13個出局數，打破了季後賽的紀錄。漢崔克斯退場後，接替的投手LaTroy Hawkins和Ryan Tepera完全無法壓制皇家打線。最後球隊在沒有投手的情況下，只好讓野手Cliff Pennington上場投球。最終藍鳥2比14慘敗。不過漢崔克斯最後也被棒球澳洲(Baseball Australia)獲選為最佳男性運動員。

### 奧克蘭運動家
2015年11月20日，藍鳥隊將漢崔克斯交易至運動家隊，換來Jesse Chavez。2016年，他拿下0勝4敗，防禦率3.76。2017年，他出賽70場比賽，拿下4勝2敗，防禦率4.22。
2018年6月25日，漢崔克斯被指定讓渡，隨後他被下放到3A。他在9月1日回到大聯盟，該年他拿下0勝1敗，防禦率4.13。2018年美國聯盟外卡晉級賽，運動家讓漢崔克斯擔任假先發。他也成為第一位在季後賽先發的澳洲球員。
2019年，漢崔克斯取代了布萊克·崔南的終結者位置，而且他還入選了生涯首次明星賽。該年他拿下4勝4敗，防禦率1.80。而他也拿下25次救援成功和124次三振。

### 芝加哥白襪
2021年1月11日，漢崔克斯以3年5400萬美元的合約加盟白襪隊，球隊握有第四年的選擇權。

## 國際賽

### 克拉斯頓盾聯賽
2008年，19歲的漢崔克斯代表伯斯熱火參加聯賽。他在聯賽中投出3勝0敗，防禦率1.94與25次三振的成績。並拿下該年他年度最佳新人王。

### 澳洲棒球聯盟
2010至11賽季，漢崔克斯在澳職打球。不過他出賽8場，僅投出1勝4敗，防禦率6.49。

### 世界棒球經典賽
2009年世界棒球經典賽，漢崔克斯代表澳洲隊參賽。
2017年2月9日，漢崔克斯原本打算代表澳洲國家隊參加經典賽。不過澳洲隊在資格賽就被淘汰。

## 外部連結
- 球員資訊和成績在MLB ，ESPN ，Retrosheet ，Baseball Reference ，Baseball Reference (Minors) ，Fangraphs ，The Baseball Cube （英文）
- 利安·漢崔克斯的Instagram帳戶